# Monastère du Linceul-de-la-Mère-de-Dieu de Lešje
Le monastère du Linceul-de-la-Mère-de-Dieu de Lešje (en serbe cyrillique : Манастир Покрова Пресвете Богородице у Лешју ; en serbe latin : Manastir Pokrova Presvete Bogorodice u Lešju) est un monastère orthodoxe serbe situé à Lešje, dans le district de Pomoravlje et dans la municipalité de Paraćin en Serbie. Il est inscrit sur la liste des monuments culturels de grande importance de la république de Serbie (identifiant no SK 154).

## Présentation

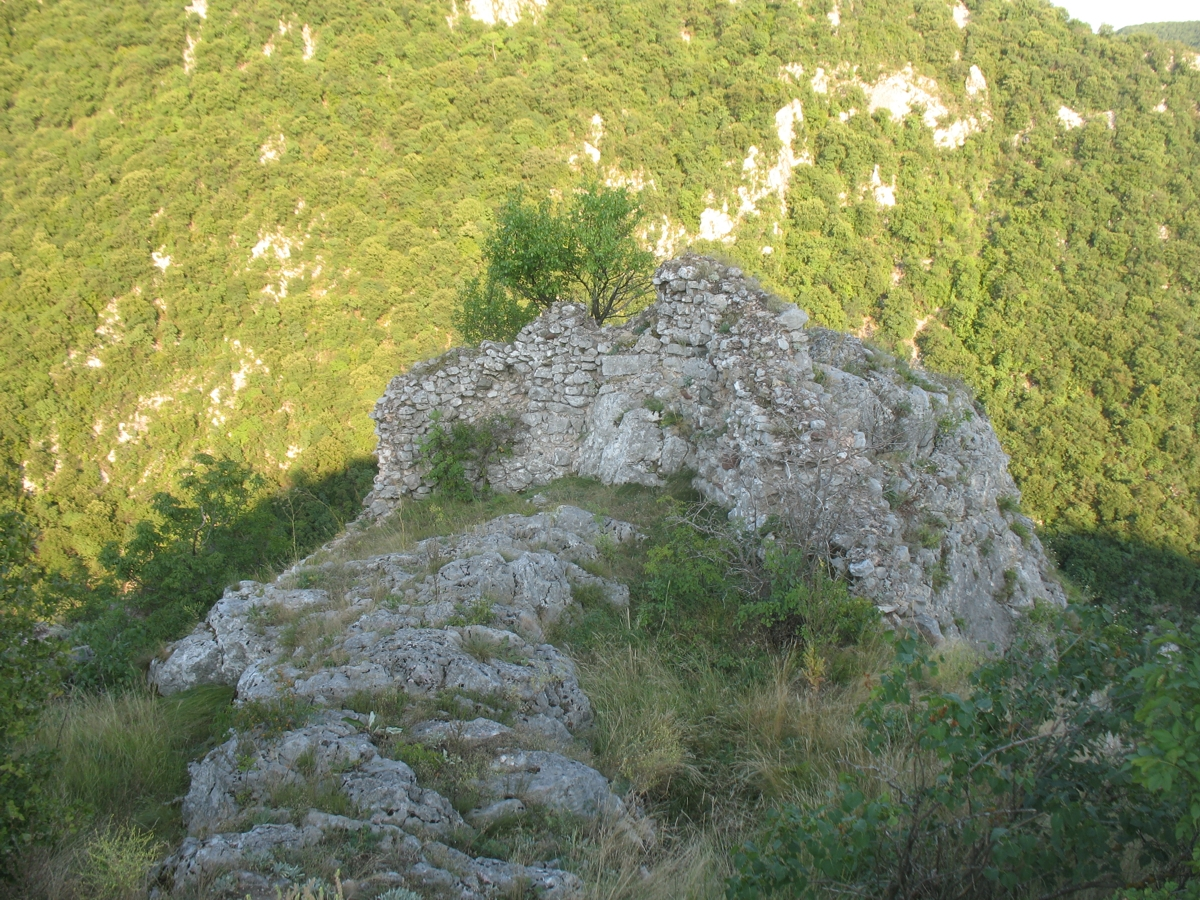
Ruines de la forteresse de Petrus

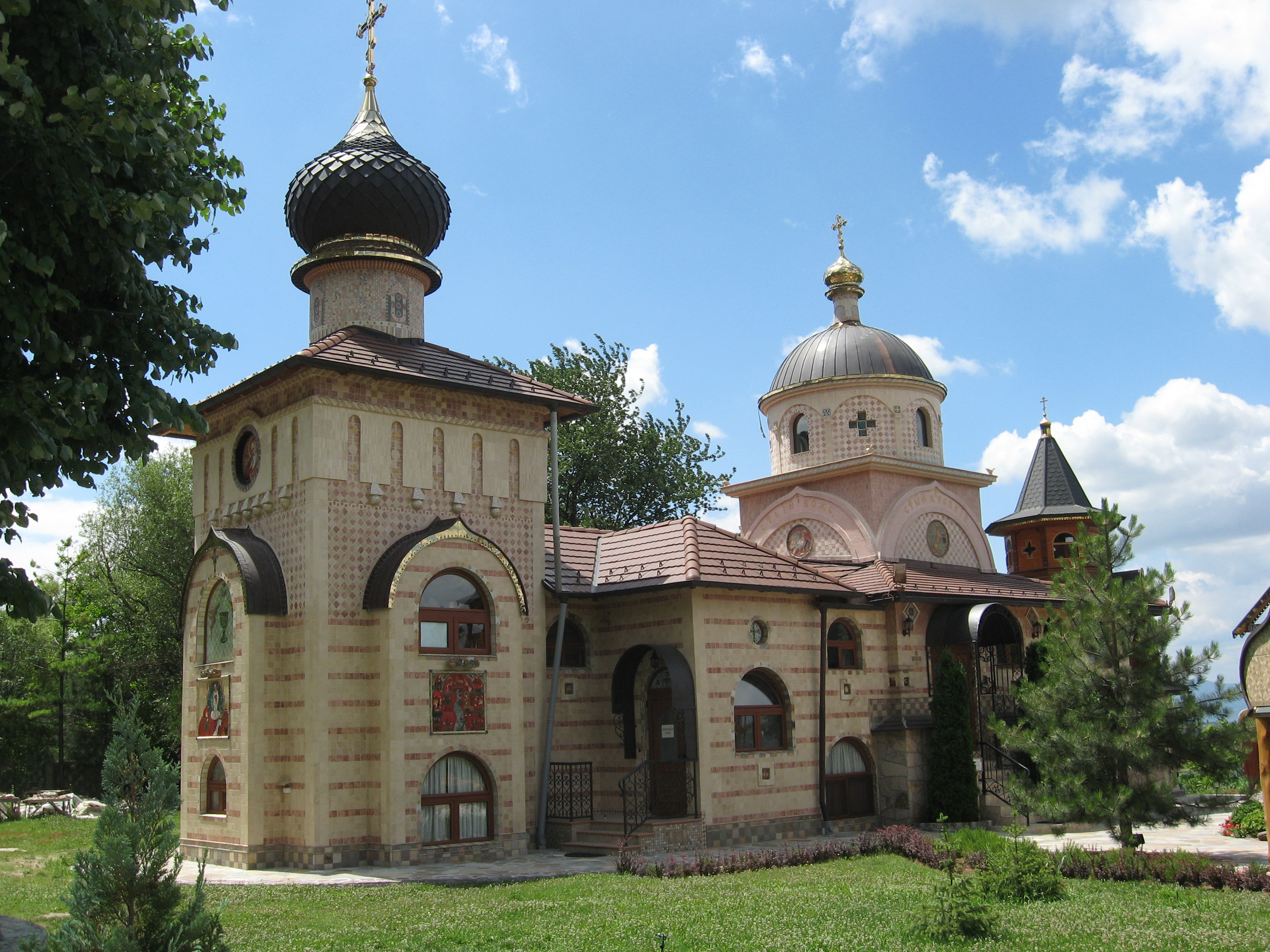
La nouvelle église du monastère

Le monastère, autrefois connu sous le nom de « Leštije », terme qui désigne « un lieu riche en noisettes », est dédié au Linceul de la Mère de Dieu,. Il se trouve sur le mont Baba.
La date de la première église construite sur le site du monastère reste incertaine. On suppose que Stefan Nemanja (XIIe siècle) y a fait édifier une église de style rascien sur les fondations d'une construction plus ancienne et l'on pense que le prince Lazare y a fondé le monastère lui-même au XIVe siècle. En revanche, des sources historiques écrites attribuent le monastère au župan Vukoslav et à ses fils Crep et Držmanq qui en ont fait don au monastère de Hilandar sur le mont Athos en 1360. Le monastère a recouvré son autonomie en 1411 et, malgré les incursions des Ottomans qui occupaient la forteresse de Petrus, Lešje a constitué un important centre spirituel entre 1360 et 1456.
L'ensemble monastique abrite encore les ruines de l'église du XIIe siècle. L'édifice, qui mesure 11,6 m de long sur 6 m de large, s'inscrit dans un plan tréflé ; cette église est considérée comme la plus ancienne de ce type dans la région de Pomoravlje et elle a subi l'influence des constructions du mont Athos. Les chapelles de la proscomidie et du diakonikon sont dotées d'entrées qui permettent d'accéder directement à la zone de l'autel. Les murs de l'église sont conservés sur une hauteur de 0,5 m et ont une largeur d'environ 0,8 m.

### Note
1. ↑  En serbe, l'expression « Pokrov Presvete Bogorodice » désigne une fête du calendrier liturgique orthodoxe et se traduit par Intercession de la Mère de Dieu ou Protection de la Mère de Dieu.